# Perfluorhexansulfonsäure
Perfluorhexansulfonsäure (Kurzname PFHxS) ist eine chemische Verbindung aus der Gruppe der langkettigen Perfluorsulfonsäuren. Bedeutend ist ihr Anion, das Perfluorhexansulfonat.

## Herstellung
PFHxS wurde durch elektrochemische Fluorierung (ECF) hergestellt. Dabei entsteht zu rund 95 % das lineare Isomer. Theoretisch gibt es von PFHxS 17 Skelettisomere.

## Verwendung
PFHxS wurde in Schaumlöschmitteln (AFFF), als Antischleiermittel in der Verchromung, in Imprägnierungsmitteln für Textilien, Leder und Polstermöbeln (z. B. in Scotchgard), in Polier-, Reinigungs- und Waschmitteln, in Beschichtungen und bei der Herstellung von Halbleitern verwendet.

## Gefahrenbewertung
Analog zur längerkettigen Perfluoroctansulfonsäure ist die Perfluorhexansulfonsäure bioakkumulativ. Bis zum Jahr 2014 war nur eine Studie zu den toxikologischen Wirkungen bekannt. Diese zeigt keine negativen Wirkungen, wobei der Umfang der Studie keine endgültige Bewertung zulässt. Inzwischen sind als mögliche Auswirkungen auf den Menschen Beeinträchtigungen der Leber und der Immunantwort, gezeigt als verminderte Antikörperantwort auf Impfstoffe, bekannt. Bei 99,44 % der untersuchten Einwohner Kaliforniens wurde PFHxS im Blutserum nachgewiesen. In 95 % der hundert zwischen 2009 und 2019 abgenommenen Humanblutproben aus der deutschen Umweltprobenbank wurde bis zu 4,62 ng/ml PFHxS nachgewiesen. In 74 % der Blutplasma-Proben von 1109 Kindern und Jugendlichen zwischen 3 und 17 Jahren, die im Rahmen der Deutschen Umweltstudie zur Gesundheit von Kindern und Jugendlichen (GerES V) untersucht worden waren, wurde PFHxS nachgewiesen.

## Regulierung
2017 wurde PFHxS in die Kandidatenliste nach REACH-Verordnung aufgenommen und vom Umweltbundesamt ein Trinkwasserleitwert von 0,1 µg/l empfohlen. 2019 wurde vorgeschlagen es in den Stoff in den Anhang XVII der REACH-Verordnung aufzunehmen; dazu wird sich die Europäische Chemikalienagentur bis Mitte 2020 eine Meinung bilden.
PFHxS wurde 2017 für die Aufnahme in das Stockholmer Übereinkommen nominiert, und 2022 in seinen Anhang A aufgenommen. Unter das Verbot fallen mehrere hundert Salze und Vorläufer von PFHxS.
In der Schweiz ist die Herstellung, das Inverkehrbringen und die Verwendung seit dem 1. Oktober 2022 verboten.
In der EU sind die Höchstmengen von per- und polyfluorierten Alkylverbindungen (PFAS) im Trinkwasser über den Anhang I, Teil B der Richtlinie (EU) 2020/2184 (Trinkwasserrichtlinie) mit zwei verschiedenen Summen-Grenzwerten geregelt. Danach darf der Gesamtgehalt aller PFAS 0,5 μg/l, und die Summe der im Anhang III Teil B Nummer 3 genannten PFAS (PFAS-20), zu welchen auch Perfluorhexansulfonsäure gehört, 0,1 μg/l nicht überschreiten. Als Europäische Richtlinie ist die Richtlinie (EU) 2020/2184 allerdings nicht unmittelbar gültig, sondern muss jeweils in nationales Recht umgesetzt werden. In Deutschland wurde dies durch die Novellierung der Trinkwasserverordnung umgesetzt.

## Salze
- Ammoniumperfluorhexansulfonat[S 1]
- Kaliumperfluorhexansulfonat[S 2]
- Lithiumperfluorhexansulfonat[S 3]
- Natriumperfluorhexansulfonat[S 4]
- Zinkperfluorhexansulfonat[S 5]

## Externe Links zu erwähnten Verbindungen
1. ↑  Externe Identifikatoren von bzw. Datenbank-Links zu Ammoniumperfluorhexansulfonat:  CAS-Nr.: 68259-08-5, EG-Nr.: 269-511-6, ECHA-InfoCard: 100.063.173, PubChem: 109947, ChemSpider: 98757, Wikidata: Q81985357.
2. ↑  Externe Identifikatoren von bzw. Datenbank-Links zu Kaliumperfluorhexansulfonat:  CAS-Nr.: 3871-99-6, EG-Nr.: 223-393-2, ECHA-InfoCard: 100.021.268, PubChem: 23678874, ChemSpider: 69886, Wikidata: Q27260661.
3. ↑  Externe Identifikatoren von bzw. Datenbank-Links zu Lithiumperfluorhexansulfonat:  CAS-Nr.: 55120-77-9, ECHA-InfoCard: 100.293.154, PubChem: 23684611, ChemSpider: 4955524, Wikidata: Q81986834.
4. ↑  Externe Identifikatoren von bzw. Datenbank-Links zu Natriumperfluorhexansulfonat:  CAS-Nr.: 82382-12-5, ECHA-InfoCard: 100.296.541, PubChem: 23704962, Wikidata: Q81982158.
5. ↑  Externe Identifikatoren von bzw. Datenbank-Links zu Zinkperfluorhexansulfonat:  CAS-Nr.: 70136-72-0, ECHA-InfoCard: 100.295.149, Wikidata: Q124307371.